# Corona civica

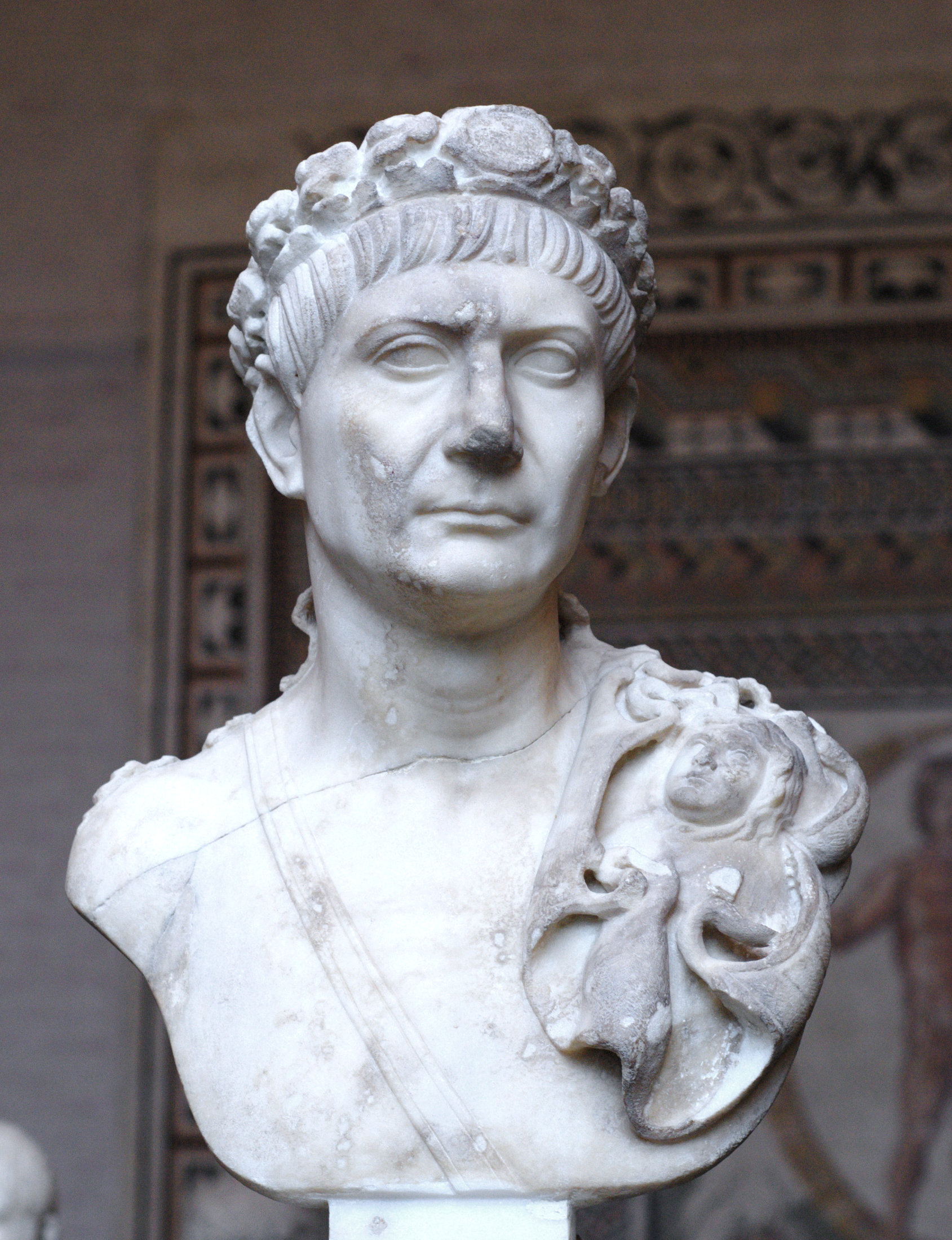
Trajanus met Corona Civica

De corona civica (burgerkroon) is een krans van eikenbladeren. Tijdens de Romeinse Republiek en het Romeinse Rijk gold dit eerbewijs als de op een na hoogste militaire onderscheiding waarop een burger mocht hopen. Alleen de corona obsidionalis (blokkade-kroon) of corona graminea (graskroon) stond in hoger aanzien. De corona civica was voorbehouden aan militairen die hun medesoldaten het leven redden en stand hielden in grote nood.
Na de constitutionele hervormingen van Sulla had de ontvanger van de corona civica recht op een zetel in de senaat. Hij werd geacht zijn kroon bij openbare ceremonies te dragen en werd daar toegejuicht door zijn meerderen in stand en ouderdom. Sinds Augustus, die zijn kroon ontving voor zijn verdiensten in de burgeroorlog, was het ontvangen van de corona civica voorbehouden aan de Princeps.
Beroemde ontvangers:
- Julius Caesar
- Augustus
- Manlius Capitolinus
- Trajanus

Scipio Africanus weigerde de corona civica die hem verleend werd omdat hij zijn vader het leven had gered.